# Scaptesyle aurigena
Scaptesyle aurigena är en fjärilsart som beskrevs av Walker 1863. Scaptesyle aurigena ingår i släktet Scaptesyle och familjen björnspinnare. Inga underarter finns listade.